# Betriebspädagogik
Die Betriebspädagogik ist die Wissenschaft der betrieblichen Lern-, Entwicklungs- und Veränderungsprozesse. Sie entwickelt für betriebliches Lernen theoretische Konzepte. Dabei geht sie von einem weiten Lernbegriff aus, der neben den expliziten auch informelle Lernprozesse (siehe informelles Lernen) mit einbezieht wie sie in sämtlichen Veränderungsprozessen implizit geschehen. In der Nutzung dieser Lernprozesse liegen große Chancen für den Erfolg der Entwicklungen und Veränderungen.

## Einordnung des Fachgebietes
Die Organisation des Lernens in Unternehmen ist die primäre Aufgabe von Betriebspädagogen. Weiterhin geht es um die Unterstützung von Führungskräften bei der Weiterentwicklung ihrer eigenen Persönlichkeit sowie der Weiterentwicklung ihrer Mitarbeiter. Die Betriebspädagogik steht als erziehungswissenschaftliche Disziplin in einem Spannungsfeld zwischen den Vorstellungen der (betriebswirtschaftlich) dominierten Managementforschung und den erziehungswissenschaftlichen Fragestellungen. Diese Herausforderungen lassen sich nur dialogisch klären.
Zu den betriebspädagogischen Aufgabenbereichen gehören:
- Personalentwicklung (PE)
- betriebliche Ausbildung
- betriebliche Weiterbildung
- Organisationsentwicklung (OE)
- Unternehmenskultur
- Führungskonzepte
- Coaching

In der Betriebspädagogik hat sich ein ganzheitlicher Lernbegriff durchgesetzt. Führung (-agogik) als eine pädagogische Aufgabe bedeutet, Lernen professionell organisiert als Führungsinstrument einzusetzen. 
Eine Unternehmenskultur, in der Mitarbeiter und professionelle Führungskräfte gerne zusammenarbeiten, sichert den zukünftigen (wirtschaftlichen) Erfolg eines Unternehmens oder Organisation. Hierzu gibt es allerdings auch kritische Stimmen: Es wird immer der positive Zusammenhang zwischen einer „guten“ Unternehmenskultur und der wirtschaftlichen Entwicklung eines Unternehmens postuliert. Nachgewiesen wurde häufiger ein Zusammenhang zwischen diesen beiden Faktoren, jedoch nicht wirklich die Richtung der Wirkung: Ist der wirtschaftliche Erfolg so groß, weil die Kultur so positiv geprägt ist oder kann sich das Unternehmen eine anregende Kultur leisten wegen des wirtschaftlichen Erfolgs? Derartige Wirkungsanalysen sind nur im Längsschnitt möglich.